# Salut (album)
Salut utkom år 2000 och är Jonas Kullhammar Quartets debutalbum med musik skriven av Jonas Kullhammar själv. Skivan spelades in live på Glenn Miller Café och släpptes som första album på Jonas Kullhammars eget skivbolag Moserobie.
Skivan fick bra mottagande, men det tog först fart när Mats Olsson hyllade skivan på webbplatsen Feber.se där skivan blev veckans album. Skivan är också känd för att i första upplagan ha en av de längsta tacklistor som setts.

## Låtlista
1. "En sång om kärlek" - 9:24
2. "Kärleksvals" - 10:13
3. "Frippes blues" - 7:50
4. "For X" - 8:31
5. "Pumpernickel" - 9:07
6. "Salut" - 6:20
7. "Super G" - 7:17
8. "I sheriffens klor" - 8:05